# Marcha (cantora)
Marcha   (nome verdadeiro: Marcha Groneveld , nascida em 2 de julho de 1956 em Lattrop, Overijssel, Países Baixos), também conhecida como Marga Bult é uma cantora e apresentadora de televisão  neerlandesa que foi membro das bandas Tulip, Babe e Dutch Divas e que ficou conhecida no resto da Europa pela sua participação no Festival Eurovisão da Canção 1987 que teve lugar em Bruxelas. 

## Tulip and Babe
Em 1979, Marcha juntou forças com a antigo membro da banda Teach-In (banda vencedora do Festival Eurovisão da Canção 1975) para formar o duo Tulipa.  Elas apenas lançaram dois singles. todavia,  ela foi escolhida em 1981, entre 200 candidatas para substituir a líder  membro da banda  Babe (Gemma van Eck ), que tinha sido fundada em 1979 com vários êxitos de vendas nos Países Baixos: Durante esse período ficou conhecida como Marga Bult,  ela gravou com a banda dois álbuns e 14 singles e fez várias tournés pela Europa e Àsia, antes da banda se ter dissolvido em junho de 1986. 

## Eurovisão
Em 1987, com artista solo, Marcha foi escolhida pela televisão pública neerlandesa NOS para ser a representante dos Países Baixos no Festival Eurovisão da Canção 1987 , tendo vencido a final do seu país com a canção  "Rechtop in de wind".  No Festival Eurovisão da Canção 1987, realizado em 9 de maio desse ano em Bruxelas, a canção  "Rechtop in de wind" terminou em quinto lugar, entre 22 participantes.

## Após a Eurovisão
Na década de 1990, Marcha foi apresentadora de televisão em vários canais de televisão neerlandeses. Em 2000, ela juntou-se a duas veteranas eurovisivas neerlandesas Maggie MacNeal e  Sandra Reemer para formar a banda Dutch Divas, que alcançou grande popularidade nos Países Baixos, em especial entre a comunidade gay  Reemer deixou o grupo em 2005 e foi substituída por outra cantora que participou no Festival Eurovisão da Canção Justine Pelmelay, que se manteve na banda durante um ano, a partir de então a banda passou a ser um duo.

Na atualidade, Marcha continua cantando como cantora solo. Paralelamente a sua carreira de cantora ela é uma apresentadora regular da RTV Oost , uma televisão regional da província de Overijssel, com sede em Hengelo.